# Circonscription de Finlande du Sud-Est
La circonscription de Finlande du Sud-Est (finnois : Kaakkois-Suomen vaalipiiri) est l'une des 13 circonscriptions électorales pour les élections parlementaires en Finlande,. 

## Présentation
La circonscription couvre les régions actuelles de Carélie du Sud, Kymenlaakso et de Savonie du Sud. Elle fut créée en 2013, par la fusion des circonscriptions de Kymi et de Savonie du Sud, à temps pour les élections de 2015.
Les municipalités de la circonscription de Finlande du Sud-Ouest sont: Enonkoski, Hamina, Heinävesi, Hirvensalmi, Iitti, Imatra, Joroinen, Juva, Kangasniemi, Kotka, Kouvola, Lappeenranta, Lemi, Luumäki, Miehikkälä, Mikkeli, Mäntyharju, Parikkala, Pertunmaa, Pieksämäki, Puumala, Pyhtää, Rantasalmi, Rautjärvi, Ruokolahti, Savitaipale, Savonlinna, Sulkava, Taipalsaari et Virolahti.

## Nombre de sièges dans la circonscription
| Parti                              | 2015 | 2019 | 2023 |
| Parti de la coalition nationale    | 3    | 3    | 4    |
| Parti du centre                    | 5    | 3    | 2    |
| Vrais Finlandais                   | 4    | 4    | 4    |
| Ligue verte                        | 1    | 2    | 1    |
| Parti social-démocrate de Finlande | 4    | 5    | 4    |
| Total                              | 17   | 17   | 15   |

## Députés élus 2023-2027
Les députés élus pour la législature 2023–2027 sont:
- Juho Eerola (Vrais Finlandais)
- Hanna Holopainen (Ligue verte)
- Antti Häkkänen (Coalition nationale)
- Vesa Kallio (Centre.)
- Ville Kaunisto (Coalition nationale)
- Jukka Kopra (Coalition nationale)
- Hanna Kosonen (Centre)
- Suna Kymäläinen (SDP)
- Kristian Sheikki Laakso (Vrais Finlandais)
- Niina Malm (SDP)
- Anna-Kristiina Mikkonen (SDP)
- Jani Mäkelä (Vrais Finlandais)
- Jaana Strandman (PS)
- Oskari Valtola (Kok.)
- Paula Werning (SDP)

## Anciens députés
- Heli Järvinen (Vihr. 2015–2023)
- Anneli Kiljunen (SDP, 2015–2023)
- Jari Leppä (PS, 2015–2023)
- Jari Lindström (PS, Sin. 2015–2019)
- Sirpa Paatero (SDP, 2015–2023)
- Markku Pakkanen (Kesk. 2015–2019)
- Satu Taavitsainen (SDP 2015–2019)
- Kimmo Tiilikainen (Kesk. 2015–2019)
- Lenita Toivakka (Kok. 2015–2019)
- Ari Torniainen (Kesk., 2015–2023)
- Ano Turtiainen (PS, VKK, 2019–2023)
- Kaj Turunen (PS, Sin., Kok. 2015–2019)

## Résultats

### Années 2020

#### 2023
| Parti                  | Parti                                    | Voix    | %     | +/-  | Sièges | +/-           |
| ---------------------- | ---------------------------------------- | ------- | ----- | ---- | ------ | ------------- |
|                        | Parti social-démocrate de Finlande (SDP) | 54 115  | 23,67 | 0,71 | 4      | 1             |
|                        | Parti des Finlandais (PS)                | 52 026  | 22,76 | 3,90 | 4      | en stagnation |
|                        | Parti de la coalition nationale (Kok)    | 50 218  | 21,96 | 3,91 | 4      | 1             |
|                        | Parti du centre (Kesk)                   | 31 063  | 13,59 | 3,03 | 2      | 1             |
|                        | Ligue verte (Vihr)                       | 11 721  | 5,13  | 4,27 | 1      | 1             |
|                        | Alliance de gauche (Vas)                 | 8 570   | 3,75  | 0,48 | 0      | en stagnation |
|                        | Mouvement maintenant (LN)                | 8 026   | 3,51  | 1,87 | 0      | en stagnation |
|                        | Chrétiens-démocrates (KD)                | 8 023   | 3,51  | 0,93 | 0      | en stagnation |
|                        | Alliance pour la liberté (VL)            | 1 728   | 0,76  | Nv.  | 0      | en stagnation |
|                        | Le pouvoir appartient au peuple (VKK)    | 1 193   | 0,52  | Nv.  | 0      | en stagnation |
|                        | Autres                                   | 1 945   | 0,85  | -    | 0      | -             |
|                        |                                          |         |       |      |        |               |
| Votes valides          | Votes valides                            | 228 628 | 99,57 |      |        |               |
| Votes invalides        | Votes invalides                          | 998     | 0,43  |      |        |               |
| Total                  | Total                                    | 229 626 | 100   | -    | 15     | 2             |
| Abstentions            | Abstentions                              | 123 842 | 35,04 |      |        |               |
| Inscrits/Participation | Inscrits/Participation                   | 353 468 | 64,96 |      |        |               |

### Années 2010

#### 2019
| Parti                  | Parti                                    | Voix    | %     | +/-  | Sièges | +/-           |
| ---------------------- | ---------------------------------------- | ------- | ----- | ---- | ------ | ------------- |
|                        | Parti social-démocrate de Finlande (SDP) | 59 722  | 24,38 | 2,14 | 5      | 1             |
|                        | Parti des Finlandais (PS)                | 46 196  | 18,86 | 2,20 | 4      | en stagnation |
|                        | Parti de la coalition nationale (Kok)    | 44 224  | 18,05 | 2,19 | 3      | en stagnation |
|                        | Parti du centre (Kesk)                   | 40 715  | 16,62 | 8,55 | 3      | 2             |
|                        | Ligue verte (Vihr)                       | 23 032  | 9,40  | 3,02 | 2      | 1             |
|                        | Chrétiens-démocrates (KD)                | 10 875  | 4,44  | 0,06 | 0      | en stagnation |
|                        | Alliance de gauche (Vas)                 | 10 371  | 4,23  | 1,24 | 0      | en stagnation |
|                        | Mouvement maintenant (LN)                | 4 030   | 1,64  | Nv.  | 0      | en stagnation |
|                        | Réforme bleue (SIN)                      | 3 212   | 1,31  | Nv.  | 0      | en stagnation |
|                        | Autres                                   | 2 597   | 1,06  | -    | 0      | -             |
|                        |                                          |         |       |      |        |               |
| Votes valides          | Votes valides                            | 244 974 | 99,37 |      |        |               |
| Votes invalides        | Votes invalides                          | 1 555   | 0,63  |      |        |               |
| Total                  | Total                                    | 246 529 | 100   | -    | 17     | en stagnation |
| Abstentions            | Abstentions                              | 130 255 | 34,57 |      |        |               |
| Inscrits/Participation | Inscrits/Participation                   | 376 784 | 65,43 |      |        |               |

#### 2015
| Parti                  | Parti                                    | Votes   | %     | +/-  | Sièges | +/-           |
| ---------------------- | ---------------------------------------- | ------- | ----- | ---- | ------ | ------------- |
|                        | Parti du centre (Kesk)                   | 61 794  | 25,17 | 5,05 | 5      | 1             |
|                        | Parti social-démocrate de Finlande (SDP) | 54 604  | 22,24 | 2,12 | 4      | 2             |
|                        | Parti des Finlandais (PS)                | 51 707  | 21,06 | 1,30 | 4      | en stagnation |
|                        | Parti de la coalition nationale (Kok)    | 38 947  | 15,86 | 0,84 | 3      | en stagnation |
|                        | Ligue verte (Vihr)                       | 15 664  | 6,38  | 1,23 | 1      | 1             |
|                        | Chrétiens-démocrates (KD)                | 11 056  | 4,50  | 1,39 | 0      | 1             |
|                        | Alliance de gauche (Vas)                 | 7 336   | 2,99  | 1,59 | 0      | en stagnation |
|                        | Parti de l'indépendance (IPU)            | 1 806   | 0,74  | 0,59 | 0      | en stagnation |
|                        | Autres                                   | 2 631   | 1,07  | -    | 0      | -             |
|                        |                                          |         |       |      |        |               |
| Votes valides          | Votes valides                            | 245 545 | 99,45 |      |        |               |
| Votes invalides        | Votes invalides                          | 1 350   | 0,55  |      |        |               |
| Total                  | Total                                    | 246 895 | 100   | -    | 17     | 1             |
| Abstentions            | Abstentions                              | 140 508 | 36,27 |      |        |               |
| Inscrits/Participation | Inscrits/Participation                   | 387 403 | 63,73 |      |        |               |

#### 2011
En 2011, la circonscription n'existait pas encore. Sont présentés ici les résultats pour les circonscriptions qui constituent maintenant celle de Finlande su Sud-Est, et ci-dessous une redistribution des votes, pourcentages et sièges.
|       | Parti social-démocrate de Finlande (SDP) | 61 528  | 24,36 | 6  |  |  |
|       | Vrais Finlandais (PS)                    | 56 464  | 22,36 | 4  |  |  |
|       | Parti du centre (Kesk)                   | 50 816  | 20,12 | 4  |  |  |
|       | Parti de la coalition nationale (Kok)    | 42 183  | 16,70 | 3  |  |  |
|       | Chrétiens-démocrates (KD)                | 14 870  | 5,89  | 1  |  |  |
|       | Ligue verte (Vihr)                       | 13 009  | 5,15  | 0  |  |  |
|       | Alliance de gauche (Vas)                 | 11 565  | 4,58  | 0  |  |  |
|       | Parti de l'indépendance (IPU)            | 376     | 0,15  | 0  |  |  |
|       | Autres                                   | 2 099   | 0,83  | 0  |  |  |
|       |                                          |         |       |    |  |  |
| Total | Total                                    | 252 534 | 100   | 18 |  |  |

| Parti                  | Parti                                    | Votes   | %     | +/-   | Sièges | +/-           |
| ---------------------- | ---------------------------------------- | ------- | ----- | ----- | ------ | ------------- |
|                        | Parti social-démocrate de Finlande (SDP) | 41 544  | 24,57 | 3,41  | 4      | en stagnation |
|                        | Vrais Finlandais (PS)                    | 39 357  | 23,27 | 17,92 | 3      | 3             |
|                        | Parti de la coalition nationale (Kok)    | 30 394  | 17,97 | 5,59  | 2      | 1             |
|                        | Parti du centre (Kesk)                   | 28 477  | 16,84 | 7,02  | 2      | 1             |
|                        | Chrétiens-démocrates (KD)                | 11 114  | 6,57  | 0,05  | 1      | en stagnation |
|                        | Alliance de gauche (Vas)                 | 9 711   | 5,74  | 1,31  | 0      | 1             |
|                        | Ligue verte (Vihr)                       | 7 089   | 4,19  | 0,66  | 0      | en stagnation |
|                        | Autres                                   | 1 416   | 0,84  | -     | 0      | -             |
|                        |                                          |         |       |       |        |               |
| Votes valides          | Votes valides                            | 169 102 | 99,33 |       |        |               |
| Votes invalides        | Votes invalides                          | 1 144   | 0,67  |       |        |               |
| Total                  | Total                                    | 170 246 | 100   | -     | 12     | en stagnation |
| Abstentions            | Abstentions                              | 91 922  | 35,06 |       |        |               |
| Inscrits/Participation | Inscrits/Participation                   | 262 168 | 64,94 |       |        |               |

| Parti                  | Parti                                    | Votes   | %     | +/-   | Sièges | +/-           |
| ---------------------- | ---------------------------------------- | ------- | ----- | ----- | ------ | ------------- |
|                        | Parti du centre (Kesk)                   | 22 339  | 26,78 | 10,62 | 2      | en stagnation |
|                        | Parti social-démocrate de Finlande (SDP) | 19 984  | 23,95 | 3,66  | 2      | 1             |
|                        | Vrais Finlandais (PS)                    | 17 107  | 20,50 | 17,27 | 1      | 1             |
|                        | Parti de la coalition nationale (Kok)    | 11 789  | 14,13 | 4,75  | 1      | 1             |
|                        | Ligue verte (Vihr)                       | 5 920   | 7,10  | 0,15  | 0      | 1             |
|                        | Chrétiens-démocrates (KD)                | 3 756   | 4,50  | 0,94  | 0      | en stagnation |
|                        | Alliance de gauche (Vas)                 | 1 854   | 2,22  | 0,49  | 0      | en stagnation |
|                        | Autres                                   | 683     | 0,82  | -     | 0      | -             |
|                        |                                          |         |       |       |        |               |
| Votes valides          | Votes valides                            | 83 432  | 99,28 |       |        |               |
| Votes invalides        | Votes invalides                          | 606     | 0,72  |       |        |               |
| Total                  | Total                                    | 84 038  | 100   | -     | 6      | en stagnation |
| Abstentions            | Abstentions                              | 45 696  | 35,22 |       |        |               |
| Inscrits/Participation | Inscrits/Participation                   | 129 734 | 64,78 |       |        |               |